# 白い魔魚
『白い魔魚』（しろいまぎょ）は舟橋聖一の長編小説。
1955年6月から朝日新聞に連載されていた。1956年に新潮社から単行本が刊行され、1969年に同社文庫に。
主人公の女子大生綾瀬竜子は岐阜の老舗美濃紙問屋を実家にもつ描写になっており、1957年に岐阜市の美濃紙問屋から「モデル問題」により訴訟されたが、1959年に作者が勝訴した。
1956年には松竹によって映画化され、1965年にはフジテレビと松竹によってテレビドラマ化された。

## 映画
1956年5月3日公開。

### スタッフ
- 配給：松竹
- 監督：中村登
- 脚色：松山善三
- 原作：舟橋聖一
- 製作：月森仙之助
- 撮影：生方敏夫
- 美術：熊谷正雄
- 音楽：黛敏郎
- 録音：吉田庄太郎
- 照明：田村晃雄
- 色彩指導：小磯良平

### キャスト
- 有馬稲子  綾瀬竜子
- 石浜朗  重岡種夫
- 高峰三枝子  篠宮紫乃
- 川喜多雄二  吉見
- 上原謙  青木
- 浅茅しのぶ  雪弥
- 杉田弘子  風間三三子
- 須賀不二夫  富夫
- 加東大介  蔵三郎
- 沢村貞子  畑中の小母さん
- 北竜二  竜子の父
- 夏川静江  竜子の母
- 中村伸郎  殿村
- 十朱久雄  学生課長富樫
- 水上令子  山際女史
- 内田良平  学生麻島
- 田村保  学生夏村
- 棚橋マリ  学生かおる
- 末永功  コバちゃん
- 須賀京子  直子

## テレビドラマ
1965年3月1日～1965年4月2日までフジテレビで放送。ライオン奥様劇場として、 月曜日から金曜日の13:00-13:30に放送。放送回数25回。

### スタッフ
- 監督：生駒千里
- 主な脚本：長谷川力、芦沢俊郎
- 原作：舟橋聖一
- 音楽：宮内国郎

### キャスト
- 清水まゆみ
- 中川弘子
- 沢本忠雄
- 山口崇
- 小山明子
- 川喜多雄二
- 菅佐原英一